# Heteroconis nigricornis
Heteroconis nigricornis is een insect uit de familie van de dwerggaasvliegen (Coniopterygidae), die tot de orde netvleugeligen (Neuroptera) behoort. 
De wetenschappelijke naam Heteroconis nigricornis is voor het eerst geldig gepubliceerd door Martin Meinander in 1969.